# Cyrtodactylus pulchellus
Espèce
Synonymes
- Cyrtodactylus pulchella Gray, 1827

Cyrtodactylus pulchellus est une espèce de geckos de la famille des Gekkonidae.

## Répartition
Cette espèce est endémique de l'île de Penang au Penang en Malaisie.

## Taxinomie
Cette espèce a été redéfinie par Grismer et al. en 2012 différentes populations auparavant considérées comme appartenant à cette espèce ont été décrites comme nouvelles : Cyrtodactylus astrum, Cyrtodactylus langkawiensis, Cyrtodactylus bintangrendah, Cyrtodactylus bintangtinggi, Cyrtodactylus trilatofasciatus, Cyrtodactylus australotitiwangsaensis et Cyrtodactylus lekaguli.

## Étymologie
Le nom spécifique pulchellus vient du latin pulchellus, joli, en référence à l'aspect de ce saurien.

## Publication originale
- Gray, 1827 : A Synopsis of the Genera of Saurian Reptiles in which some new Genera are indicated, and the others reviewed by actual Examination. The Philosophical Magazine or Annals of Chemistry, Mathematics, Astronomy, Natural History and General Science, vol. 2, n. 7, p. 54-58 (texte intégral).